# Hemitriccus
A Hemitriccus a madarak (Aves) osztályának verébalakúak (Passeriformes) rendjébe és a királygébicsfélék (Tyrannidae) családjába tartozó nem.
Besorolásuk vitatott, egyes rendszerezők szerint ide tartoznak az  Idioptilon nembe sorolt fajok is.

## Rendszerezés
A nembe az alábbi 5 faj tartozik:
- Hemitriccus diops
- Hemitriccus flammulatus
- Hemitriccus griseipectus
- Hemitriccus obsoletus
- Hemitriccus zosterops
- Hemitriccus minor vagy Oncostoma minor
- Hemitriccus spodiops vagy Oncostoma spodiops